# PKB Nr. 21 bis 25
Die Dampflokomotiven PKB Nr. 21 bis 25 wurden von der Arnold Jung Lokomotivfabrik in Jungenthal in Kirchen (Sieg) 1917 für die Ostdeutschen Eisenbahn-Gesellschaft in Königsberg entwickelt und auf der im gleichen Jahr auf 1000 mm umgespurten Pillkaller Kleinbahn (PKB) eingesetzt.

## Geschichte
Die 1901 eröffnete Pillkaller Kleinbahn, ganz im Osten Ostpreußens gelegen, war im Winter 1914/1915 durch russische Truppen weitgehend zerstört worden. Zunächst provisorisch wiederhergestellt, wurden die Strecken ab 1916 bei laufendem Betrieb von 750-mm- auf 1000-mm-Spur umgestellt. Am 12. Juli 1917 fand die Betriebsaufnahme in Meterspur statt. Die fünf Lokomotiven waren die einzigen auf dem verzweigten Netz der Bahn. 1938 wurde Pillkallen in Schloßberg umbenannt, die Pillkaller Kleinbahn somit in Schloßberger Kleinbahnen. Bis zur Räumung des Kreises Schloßberg und dem Vorrücken der Roten Armee im Oktober 1944 waren die Lokomotiven dort im Einsatz. Auf ungeklärte Weise gelangten einige Maschinen aus Ostpreußen westwärts.
Die Lok 21 soll im Oktober 1945 im Westharz gestanden haben. Sie kam nach Neustadt an der Weinstraße. Nachdem die Besitzverhältnisse geklärt waren, wurde sie auf den 1000-mm-Schmalspurstrecken der Pfalz eingesetzt. Sie erhielt am 1. Juni 1948 die Nummer 99 2700, abgeleitet von der Heeresfeldbahnnummer, die sie bei Kriegsende getragen hatte. Erst ab 1955 bekam sie die Nummer 99 241. Ausgemustert wurde die Lok am 16. August 1957.

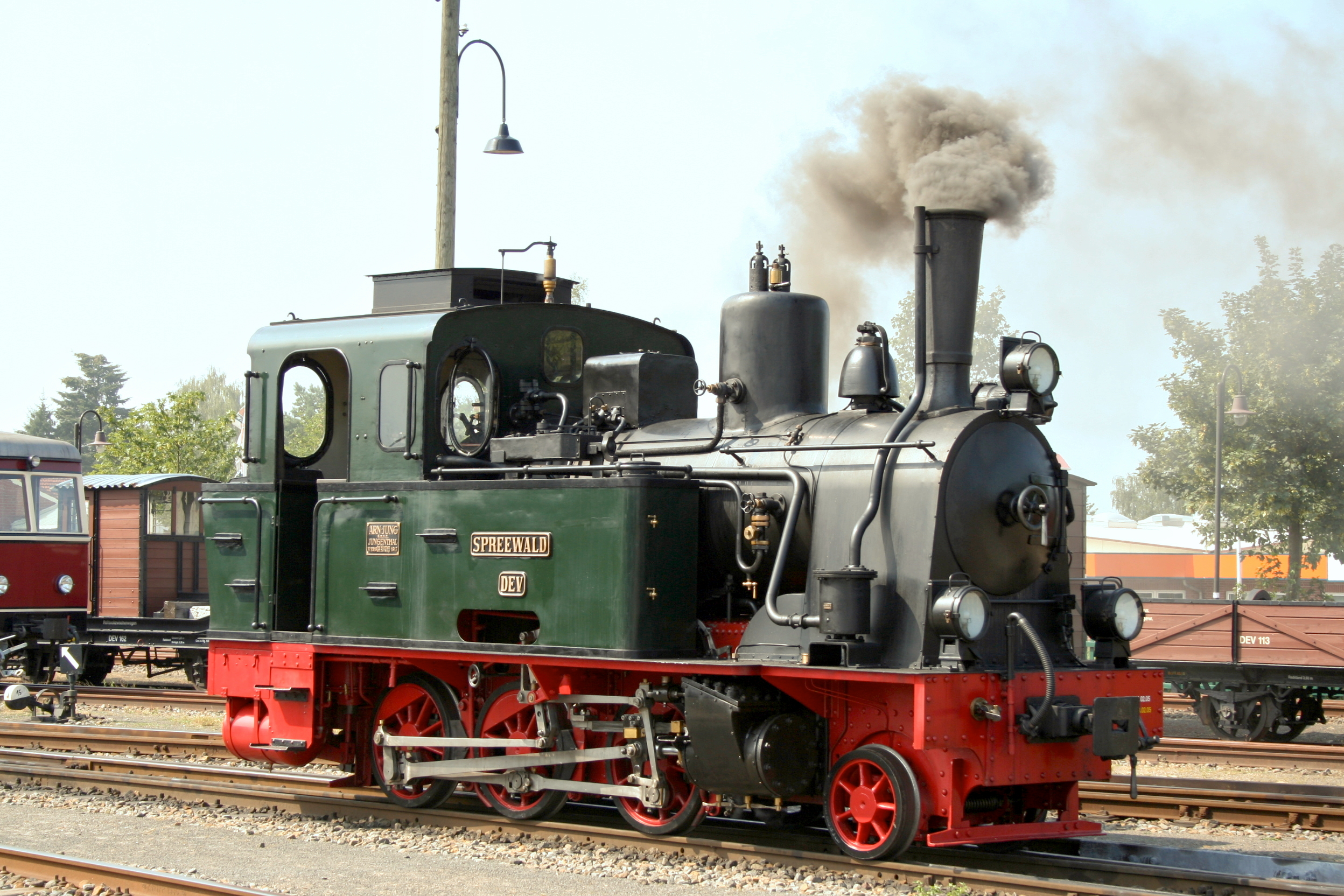
Lok 23 als SPREEWALD in Bruchhausen-Vilsen 22. Juli 2006

Die Lok 23 befand sich 1945 in einem Lager der Organisation Todt bei Finowfurt in Brandenburg. Im Juni 1947 kam sie zur Spreewaldbahn, wo sie die Betriebsnummer 09-27 bekam. Nach der Eingliederung in die Deutsche Reichsbahn bekam sie 1950 nach der ersten Hauptuntersuchung zunächst die Nr. 99 5631, am 23. April 1954 dann 99 5633. Sie blieb bis zur Stilllegung der Spreewaldbahn 1970 in Einsatz. 1971 wurde sie vom Deutschen Eisenbahn-Verein (DEV) erworben und ist seitdem auf der Museumseisenbahn Bruchhausen-Vilsen–Asendorf unter dem Namen SPREEWALD betriebsfähig vorhanden.
Zwei weitere Lokomotiven, die Nummern 24 und 25, kamen am 21. Dezember 1944 vom RAW Rostock zur Weimar-Rastenberger Eisenbahn, wo sie fast nicht zum Einsatz kamen und 1946 in die Sowjetunion abgegeben wurden.

## Technische Merkmale
Durch den Krieg bedingt waren Feuerbüchse und Armaturen bei Ablieferung in Eisen ausgeführt. Ab 1920 wurden die Feuerbüchsen durch solche aus Kupfer ersetzt und die Armaturen teilweise in Buntmetall erneuert. Im Zweiten Weltkrieg wurden diese meist wieder entfernt. Auf dem Dampfdom saßen zwei Jung-Sicherheitsventile, im Dom war der Flachschieberregler angeordnet. Die Speisung erfolgte mit zwei selbsttätigen Strube-Injektoren.
Der Rahmen war als Wasserkasten ausgeführt, zusätzlich waren seitlich des Kessels zwei Wasserkästen untergebracht. Die Kohlekisten befand sich auf der Führerhaus-Rückseite.
Die Lokomotiven hatten ein Dampfläutewerk und Petroleumbeleuchtung.
Die Vorlaufachse war als Adamsachse ausgeführt. Als Kupplung wurde eine Scharfenbergkupplung eingebaut. Bei der DB bzw. DR wurden später Balancierhebelkupplungen eingebaut.
1954 wurde bei der 99 5633 eine Knorr-Druckluftbremse eingebaut, da zu diesem Zeitpunkt bei der Spreewaldbahn die Heberleinbremse abgeschafft wurde. Die 99 5633 erlitt 1963 einen Brandschaden, in dessen Folge ein neues Führerhaus mit einem flachen Dach angefertigt wurde. Beim DEV wurde das ursprüngliche gewölbte Dach mit Lüftungsaufsatz rekonstruiert.